# فيليب فرازر
فيليب فرازر (بالإنجليزية: Phillip Frazer)‏ هو صحفي الموسيقى أسترالي، ولد في 1 مايو 1946 في ملبورن في أستراليا.